# Застава Гвајане
Застава Гвајане позната и као златни врх стреле је усвојена 1966. године. Боје имају симболичко значење: зелена представља пољопривреду и шуме, бела реке и воду, златна минерално богаство, црна издржљивост а црвена динамичност. 

## Галерија
- Застава авијације
- Застава Британске Гвајане
1875−1906
- Застава Британске Гвајане
1906−1955
- Застава Британске Гвајане
1955−1966